# Látro
Látro je stará jednotka délky, plochy a objemu.

## Délka
Délková míra užívaná před zavedením metrické soustavy.
- České látro = 3 a 1/2 českého lokte = 207,445 cm
- Dolnouherské látro = 202,6705 cm
- Freiberské látro (Příbram) = 6,149 vídeňské stopy = 194,358 cm
- Freiberské látro (Stříbro) = 6,23986 vídeňské stopy = 197,2295 cm
- Horské látro = 3 a 5/8 českého lokte 214,85 cm
- Jáchymovské látro = 8 pídí = 6,068 vídeňské stopy = 191,797 cm
- Kutnohorské látro = 3 a 3/8 českého lokte = 200,04 cm
- Lipské látro = 231,6 cm
- Pražské látro = 4 české lokte = 237,08 cm
- Pruské látro = 8 achtlů = 80 pruských palců = 209,4 cm
- Rakouské horní látro = 8 achtlů = 80 Lachterzoll = 800 prim = 196 cm
- Rakouské látro = 12 vídeňských stop = 379,3 cm
- Rakouské horní látro = 6 stop = 189,67 cm
- Slavkovské látro = 195 cm
- Slezské látro = 8 achtlů = 80 palců = 800 prim = 196 cm
- Štiavnické látro = 6,403 stopy vídeňské = 202,386 cm[1]

## Plocha
- České látro = 16 loktů čtverečních = 5,621 m²
- Freiberské látro = 3,770 m²
- Jáchymovské látro = 3,679 m²
- Pruské látro = 4,385 m²
- Rakouské horní látro = 3,597 m²
- Slezské látro = 3,842 m²
- Štiavnické látro = 4,096 m²[1]

## Objem
Objem polenového dříví při výšce 1 sáh a délce 1 sáh:
- při délce polen 3/4 českého lokte = 2,342 m³
- při délce polen 2 české lokte = 3,742 m³
- při délce polen 10/4 českého lokte = 4,683 m³
- při délce polen 6/4 českého lokte = 2,811 m³
- při délce polen 3/4 českého lokte = 1,406 m³[1]